# Grand Prix FIDE féminin 2015-2016
Navigation
Édition précédente Grand Prix FIDE féminin 2019-2021
Le Grand Prix féminin de la FIDE 2015 - 2016 était une série de cinq tournois d'échecs exclusivement réservés aux femmes, qui déterminait une joueuse pour participer au match de championnat du monde féminin d'échecs 2018, un match de 10 parties contre la championne du monde à élimination directe.
Il s'agissait du quatrième cycle de la série de tournois. La joueuse la mieux classée était Hou Yifan, qui avait remporté les trois éditions précédentes du Grand Prix, mais avait retiré sa participation après avoir participé au premier tournoi. Le Grand Prix général a été remporté par la joueuse chinoise Ju Wenjun, qui a dépassé Koneru Humpy lors du dernier tournoi. Koneru Humpy a ainsi terminé deuxième au classement général pour la quatrième fois.

## Format
À l'origine, le Grand Prix était prévu comme une tournée de 4 épreuves,,. Cependant, lors de la réunion du Comité présidentiel de la FIDE de mars 2016, un cinquième événement a été ajouté, qui a remplacé le championnat à élimination directe féminin. Seize femmes ont été sélectionnées pour participer à ces tournois, mais avec l'expansion le total est passé à vingt, avec des extras pour remplacer Hou Yifan qui s'est retirée. Chaque joueuse accepte un contrat pour participer à exactement trois de ces tournois. Les joueuses doivent classer leurs tournois préférés une fois que la liste finale des villes hôtes est annoncée et que les dates sont attribuées à chaque ville hôte.
Chaque tournoi est un tournoi à la ronde à 12 joueuses. À chaque tour, les joueuses marquent 1 point pour une victoire, ½ point pour un match nul et 0 pour une défaite. Les points du Grand Prix sont ensuite attribués en fonction du classement de chaque joueur dans le tournoi : 160 points du Grand Prix pour la première place, 130 pour la deuxième place, 110 pour la troisième place, puis 90 jusqu'à 10 points par incréments de 10. En cas d'égalité de points, les points du Grand Prix sont partagés équitablement entre les joueurs à égalité.
Les joueurs ne comptent que leurs trois meilleurs résultats dans le tournoi. Le joueur avec le plus de points du Grand Prix est le vainqueur. Français La FIDE se réserve le droit de modifier les lieux et les dates et d'augmenter le nombre de tournois à six (6) et le nombre de joueurs à dix-huit (18), chaque joueur participant à quatre (4) tournois. Finalement, ils ont élargi le Grand Prix mais pas de la manière contractuellement spécifiée, en décidant d'ajouter une cinquième étape lors de leur réunion présidentielle de Moscou (mars 2016), avec environ 20 joueurs au total, en gardant 3 tournois par joueur.

## Joueuses et méthode de qualification
Les joueurs invités sur la base des critères de qualification étaient:
- Les quatre demi-finalistes du Championnat du monde féminin d'échecs 2015:

1. Mariya Muzychuk
2. Natalia Pogonina
3. Pia Cramling
4. Harika Dronavalli

- Les six meilleures joueuses classées joueurs (moyenne sur un an) :

1. Hou Yifan
2. Koneru Humpy
3. Nana Dzagnidze
4. Ju Wenjun
5. Anna Muzychuk
6. Valentina Gunina

- Deux candidats sélectionnés par le président de la FIDE[6]

1. Antoaneta Stefanova
2. Alexandra Kosteniuk

- Cinq nominés par les organisateurs:

1. Almira Skripchenko[7]
2. Sarasadat Khademalsharieh
3. Nino Batsiashvili[8]
4. Zhao Xue[8]
5. Olga Girya

- Autres joueuses participant à des tournois :

1. Natalia Zhukova[7]
2. Lela Javakhishvili
3. Bela Khotenashvili

- Deux joueuses participant à un seul tournoi :

1. Elina Danielian
2. Tan Zhongyi

En mai 2016, Hou Yifan a annoncé qu'elle abandonnait le Grand Prix féminin car elle n'était pas d'accord avec le processus de désignation de la championne du monde féminine. La FIDE a conservé un championnat du monde féminin sur deux sous forme de tournoi à élimination directe à 64 joueurs depuis 2010, ce que Hou a qualifié de « loterie ». La gagnante du tournoi à élimination directe est la championne du monde féminine, puis affronte la gagnante du Grand Prix. Hou estime qu'en tant que championne du monde en titre, elle devrait défendre son titre contre une adversaire (comme le Championnat du monde masculin), plutôt que de jouer dans des tournois de qualification et de devoir ensuite jouer contre la gagnante du tournoi à élimination directe. Alternativement, dans le cadre actuel, si elle remporte à la fois le tournoi à élimination directe et le Grand Prix, elle devrait jouer contre la femme qui a pris la deuxième place du Grand Prix pour le titre. Lors du cycle 2013-2014, Hou n'a pas pu participer au tournoi à élimination directe car elle s'était déjà engagée à jouer dans un autre lieu lorsque le tournoi à élimination directe était prévu ; par conséquent, elle a perdu son titre contre Mariya Muzychuk temporairement et l'a récupéré lors d'un match en 2016 (reporté à partir de 2015). Hou a également déclaré qu'elle ne participerait pas au tournoi à élimination directe de ce cycle.

## Prix en argent et points du Grand Prix
Les prix en argent pour les tournois individuels et la série globale sont restés les mêmes que l'année précédente, soit 60 000 € par Grand Prix individuel et 90 000 € pour l'arrivée au classement général du Grand Prix.
| Place | Événement individuel du Grand Prix | Classement général | Points du Grand Prix |
| ----- | ---------------------------------- | ------------------ | -------------------- |
| 1     | 10 000 €                           | 25 000 €           | 160                  |
| 2     | 8 250 €                            | 20 000 €           | 130                  |
| 3     | 6 750 €                            | 15 000 €           | 110                  |
| 4     | 5 750 €                            | 10 000 €           | 90                   |
| 5     | 5 000 €                            | 7 500 €            | 80                   |
| 6     | 4 500 €                            | 5 500 €            | 70                   |
| 7     | 4 250 €                            | 4 000 €            | 60                   |
| 8     | 4 000 €                            | 3 000 €            | 50                   |
| 9     | 3 250 €                            | –                  | 40                   |
| 10    | 3 000 €                            | –                  | 30                   |
| 11    | 2 750 €                            | –                  | 20                   |
| 12    | 2 500 €                            | –                  | 10                   |

## Tie Breaks
Dans le but de déterminer un vainqueur clair et unique pour participer au match Challenger et dans le cas où les deux meilleurs joueurs ou plus ont un nombre de points cumulés égal, les critères suivants (par ordre décroissant) seront utilisés pour décider du vainqueur général :
1. Nombre de points de résultat de jeu réels marqués dans les trois tournois.
2. Nombre de premières places (en cas d'égalité – points attribués en conséquence).
3. Nombre de deuxièmes places (en cas d'égalité – points attribués en conséquence).
4. Nombre de victoires.
5. Tirage au sort.

## Calendrier
Comme pour le Grand Prix masculin, le nombre de tournois a été réduit, passant ici de six à cinq.
| Non. | Ville hôte              | Date                          | Vainqueur                                  | Points (victoire/nul/défaite) |
| ---- | ----------------------- | ----------------------------- | ------------------------------------------ | ----------------------------- |
| 1    | Monte Carlo, Monaco     | 2–16 octobre 2015             | Hou Yifan (CHN)                            | 9/11 (+8=2-1)                 |
| 2    | Téhéran, Iran           | 10–24 février 2016            | Ju Wenjun (CHN)                            | 7.5/11 (+4=7-0)               |
| 3    | Batumi, Géorgie         | 19 avril – 3 mai 2016         | Valentina Gunina (RUS)                     | 7,5/11 (+6=3-2)               |
| 4    | Chengdu, Chine          | 1er – 15 juillet 2016         | Harika Dronavalli (IND) Koneru Humpy (IND) | 7/11 (+3=8-0) 7/11 (+5=4-2)   |
| 5    | Khanty-Mansiysk, Russie | 18 novembre – 2 décembre 2016 | Ju Wenjun (CHN)                            | 7,5/11 (+5=5-1)               |

## Classement par Grand Prix

### Monaco 2015
|    | Joueur                          | Note | 1 | 2 | 3 | 4 | 5 | 6 | 7 | 8 | 9 | 10 | 11 | 12 | Total | Variation de note | H2H | Victoires | SB    | TPR  | GP  |
| -- | ------------------------------- | ---- | - | - | - | - | - | - | - | - | - | -- | -- | -- | ----- | ----------------- | --- | --------- | ----- | ---- | --- |
| 1  | Hou Yifan (CHN)                 | 2671 | * | 1 | 0 | 1 | 1 | ½ | 1 | 1 | ½ | 1  | 1  | 1  | 9     | +11               | 0   | 8         | 45h00 | 2766 | 160 |
| 2  | Mariya Muzychuk (UKR)           | 2528 | 0 | * | 1 | ½ | ½ | ½ | 1 | 1 | ½ | 1  | ½  | ½  | 7     | +13               | 1   | 4         | 36h00 | 2619 | 120 |
| 3  | Koneru Humpy (IND)              | 2578 | 1 | 0 | * | ½ | ½ | 1 | 0 | 1 | 0 | 1  | 1  | 1  | 7     | +5                | 0   | 6         | 36h00 | 2614 | 120 |
| 4  | Pia Cramling (SWE)              | 2513 | 0 | ½ | ½ | * | ½ | ½ | 1 | ½ | ½ | 0  | 1  | 1  | 6     | +17               | ½   | 3         | 29h00 | 2554 | 85  |
| 5  | Natalija Pogonina (RUS)         | 2445 | 0 | ½ | ½ | ½ | * | ½ | 0 | 1 | 1 | ½  | ½  | 1  | 6     | 6                 | ½   | 3         | 28h25 | 2560 | 85  |
| 6  | Alexandra Kosteniuk (RUS)       | 2525 | ½ | ½ | 0 | ½ | ½ | * | 0 | 1 | ½ | ½  | ½  | 1  | 5½    | -1                | 1   | 4         | 26h75 | 2517 | 65  |
| 7  | Antoaneta Stefanova (BUL)       | 2500 | 0 | 0 | 1 | 0 | 1 | 1 | * | 0 | ½ | ½  | ½  | 1  | 5½    | +3                | 0   | 2         | 27h25 | 2519 | 65  |
| 8  | Nana Dzagnidze (GEO)            | 2573 | 0 | 0 | 0 | ½ | 0 | 0 | 1 | * | 1 | ½  | ½  | 1  | 5     | -14               | 0   | 4         | 21h25 | 2476 | 50  |
| 9  | Almira Skripchenko (FRA)        | 2441 | 0 | ½ | 0 | 0 | ½ | ½ | ½ | 0 | * | 1  | ½  | 1  | 4½    | +3                | 1½  | 2         | 20h25 | 2459 | 30  |
| 10 | Natalia Zhukova (UKR)           | 2485 | 0 | 0 | 0 | 1 | ½ | ½ | ½ | ½ | ½ | *  | ½  | ½  | 4½    | -5                | 1   | 1         | 22h25 | 2455 | 30  |
| 11 | Anna Muzychuk (UKR)             | 2549 | ½ | ½ | 1 | ½ | 0 | ½ | ½ | 0 | 0 | ½  | *  | ½  | 4½    | -15               | ½   | 1         | 26h50 | 2450 | 30  |
| 12 | Sarasadat Khademalsharieh (IRN) | 2402 | 0 | ½ | 0 | 0 | 0 | 0 | 0 | 0 | ½ | ½  | 0  | *  | 1½    | -22               | 0   | 0         | 8h00  | 2219 | 10  |

### Téhéran 2016
|    | Joueur                          | Note | 1 | 2 | 3 | 4 | 5 | 6 | 7 | 8 | 9 | 10 | 11 | 12 | Total | Changement de note | H2H | Victoires | SB    | TPR  | GP  |
| -- | ------------------------------- | ---- | - | - | - | - | - | - | - | - | - | -- | -- | -- | ----- | ------------------ | --- | --------- | ----- | ---- | --- |
| 1  | Ju Wenjun (CHN)                 | 2558 | * | ½ | ½ | ½ | 1 | 1 | ½ | ½ | ½ | 1  | 1  | ½  | 7½    | +11                | 0   | 4         | 39.25 | 2631 | 160 |
| 2  | Sarasadat Khademalsharieh (IRN) | 2403 | ½ | * | 1 | ½ | ½ | ½ | 0 | 1 | ½ | ½  | 1  | 1  | 7     | +31                | 1   | 4         | 36,00 | 2614 | 120 |
| 3  | Zhao Xue (CHN)                  | 2506 | ½ | 0 | * | 1 | ½ | 0 | 1 | ½ | 1 | 1  | ½  | 1  | 7     | +15                | 0   | 5         | 35,00 | 2605 | 120 |
| 4  | Natalia Pogonina (RUS)          | 2454 | ½ | ½ | 0 | * | 1 | 1 | 0 | ½ | 1 | 1  | 0  | 1  | 6½    | +18                | 1   | 5         | 34,00 | 2573 | 85  |
| 5  | Nana Dzagnidze (GEO)            | 2529 | 0 | ½ | ½ | 0 | * | ½ | 1 | 1 | 1 | 0  | 1  | 1  | 6½    | +6                 | 0   | 5         | 31,50 | 2566 | 85  |
| 6  | Koneru Humpy (IND)              | 2583 | 0 | ½ | 1 | 0 | ½ | * | ½ | 1 | ½ | ½  | 1  | ½  | 6     | -8                 | 0   | 3         | 30h50 | 2532 | 70  |
| 7  | Natalia Zhukova (UKR)           | 2484 | ½ | 1 | 0 | 1 | 0 | ½ | * | ½ | 1 | 0  | ½  | ½  | 5½    | +3                 | 0   | 3         | 30,50 | 2505 | 60  |
| 8  | Valentina Gunina (RUS)          | 2496 | ½ | 0 | ½ | ½ | 0 | 0 | 0 | 0 | * | ½  | 1  | ½  | 4½    | -9                 | ½   | 2         | 22,00 | 2504 | 45  |
| 9  | Harika Dronavalli (IND)         | 2511 | ½ | ½ | 0 | 0 | 0 | ½ | ½ | ½ | * | ½  | 1  | ½  | '4½   | -11                | ½   | 1         | 22,50 | 2438 | 45  |
| 10 | Pia Cramling (SWE)              | 2529 | 0 | ½ | 0 | 0 | 1 | ½ | 1 | 0 | ½ | *  | ½  | 0  | 4     | -18                | 0   | 2         | 22,50 | 2400 | 30  |
| 11 | Antoaneta Stefanova (BUL)       | 2509 | 0 | 0 | ½ | 1 | 0 | 0 | ½ | ½ | 0 | ½  | *  | ½  | 3½    | -21                | ½   | 1         | 18h75 | 2370 | 15  |
| 12 | Nino Batsiashvili (GEO)         | 2485 | ½ | 0 | 0 | 0 | 0 | ½ | ½ | 0 | ½ | 1  | ½  | *  | 3½    | -17                | ½   | 1         | 17.50 | 2372 | 15  |
- Sarasadat Khademalsharieh a atteint une norme de GM de 9 matchs, sa première.

### Batoumi 2016
|    | Joueur                    | Note | 1 | 2 | 3 | 4 | 5 | 6 | 7 | 8 | 9 | 10 | 11 | 12 | Total | Changement de note | H2H | Victoires | SB    | TPR  | GP  |
| -- | ------------------------- | ---- | - | - | - | - | - | - | - | - | - | -- | -- | -- | ----- | ------------------ | --- | --------- | ----- | ---- | --- |
| 1  | Valentina Gunina (RUS)    | 2497 | * | 1 | ½ | 1 | 1 | 0 | ½ | 1 | 1 | 0  | 1  | ½  | 7½    | +21                | 0   | 6         | 40h25 | 2634 | 160 |
| 2  | Alexandra Kosteniuk (RUS) | 2557 | 0 | * | ½ | ½ | 1 | 1 | ½ | ½ | 0 | 1  | 1  | ½  | 6½    | +1                 | 0   | 4         | 33,75 | 2560 | 130 |
| 3  | Nino Batsiashvili (GEO)   | 2476 | ½ | ½ | * | 1 | ½ | 0 | ½ | ½ | 1 | 1  | 0  | ½  | 6     | +9                 | 1   | 3         | 33h00 | 2539 | 100 |
| 4  | Anna Muzychuk (UKR)       | 2555 | 0 | ½ | 0 | * | 1 | ½ | 1 | ½ | 1 | ½  | ½  | ½  | 6     | -4                 | 0   | 3         | 31,25 | 2532 | 100 |
| 5  | Zhao Xue (CHN)            | 2504 | 0 | 0 | ½ | 0 | * | 1 | 1 | ½ | 1 | 0  | ½  | 1  | 5½    | -1                 | 2   | 4         | 27,75 | 2500 | 70  |
| 6  | Nana Dzagnidze (GEO)      | 2535 | 1 | 0 | 1 | ½ | 0 | * | ½ | 0 | ½ | 1  | ½  | ½  | 5½    | -6                 | ½   | 3         | 31h00 | 2497 | 70  |
| 7  | Almira Skripchenko (FRA)  | 2453 | ½ | ½ | ½ | 0 | 0 | ½ | * | 1 | ½ | ½  | ½  | 1  | 5½    | +8                 | ½   | 2         | 29h00 | 2505 | 70  |
| 8  | Mariya Muzychuk (UKR)     | 2561 | 0 | ½ | ½ | ½ | ½ | 1 | 0 | * | ½ | 1  | 0  | ½  | 5     | -15                | 1½  | 2         | 27h00 | 2459 | 40  |
| 9  | Lela Javakhishvili (GEO)  | 2489 | 0 | 1 | 0 | 0 | 0 | ½ | ½ | ½ | * | ½  | 1  | 1  | 5     | -3                 | 1   | 3         | 25,50 | 2466 | 40  |
| 10 | Olga Girya (RUS)          | 2442 | 1 | 0 | 0 | ½ | 1 | 0 | ½ | 0 | ½ | *  | 1  | ½  | 5     | +5                 | ½   | 3         | 27,75 | 2470 | 40  |
| 11 | Elina Danielian (ARM)     | 2445 | 0 | 0 | 1 | ½ | ½ | ½ | ½ | 1 | 0 | 0  | *  | ½  | 4½    | -1                 | 0   | 2         | 24,25 | 2441 | 20  |
| 12 | Bela Khotenashvili (GEO)  | 2493 | ½ | ½ | ½ | ½ | 0 | ½ | 0 | ½ | 0 | ½  | ½  | *  | 4     | -14                | 0   | 0         | 23,00 | 2399 | 10  |

### Chengdu 2016
|    | Joueur                    | Note | 1 | 2 | 3 | 4 | 5 | 6 | 7 | 8 | 9 | 10 | 11 | 12 | Total | Changement de note | H2H | Victoires | SB    | TPR  | GP  |
| -- | ------------------------- | ---- | - | - | - | - | - | - | - | - | - | -- | -- | -- | ----- | ------------------ | --- | --------- | ----- | ---- | --- |
| 1  | Harika Dronavalli (IND)   | 2526 | * | 1 | ½ | ½ | ½ | ½ | ½ | ½ | 1 | ½  | 1  | ½  | 7     | +13                | 1   | 3         | 37,50 | 2612 | 145 |
| 2  | Koneru Humpy (IND)        | 2575 | 0 | * | ½ | 1 | 0 | ½ | 1 | 1 | ½ | 1  | 1  | ½  | 7     | +5                 | 0   | 5         | 36h00 | 2607 | 145 |
| 3  | Ju Wenjun (CHN)           | 2578 | ½ | ½ | * | ½ | 1 | ½ | 0 | ½ | ½ | ½  | ½  | 1  | 6     | -6                 | 1½  | 2         | 32h00 | 2541 | 93⅓ |
| 4  | Antoaneta Stefanova (BUL) | 2512 | ½ | 0 | ½ | * | ½ | ½ | 1 | ½ | 1 | ½  | ½  | ½  | 6     | +5                 | 1   | 2         | 31h75 | 2547 | 93⅓ |
| 5  | Anna Muzychuk (UKR)       | 2545 | ½ | 1 | 0 | ½ | * | 1 | ½ | ½ | ½ | ½  | ½  | ½  | 6     | -1                 | ½   | 2         | 33.25 | 2544 | 93⅓ |
| 6  | Bela Khotenashvili (GEO)  | 2454 | ½ | ½ | ½ | ½ | 0 | * | ½ | 1 | ½ | 0  | ½  | 1  | 5½    | +9                 | 1½  | 2         | 29,25 | 2516 | 60  |
| 7  | Zhao Xue (CHN)            | 2510 | ½ | 0 | 1 | 0 | ½ | ½ | * | ½ | ½ | ½  | ½  | ½  | 5½    | +0                 | 1   | 2         | 28,50 | 2511 | 60  |
| 8  | Mariya Muzychuk (UKR)     | 2545 | ½ | 0 | ½ | ½ | ½ | 0 | ½ | * | ½ | ½  | 1  | 1  | '5½   | -6                 | ½   | 2         | 27h75 | 2508 | 60  |
| 9  | Lela Javakhishvili (GEO)  | 2487 | 0 | ½ | ½ | 0 | ½ | ½ | ½ | ½ | * | 1  | ½  | ½  | 5     | -1                 | 1   | 1         | 26,50 | 2477 | 35  |
| 10 | Olga Girya (RUS)          | 2444 | ½ | 0 | ½ | ½ | ½ | 1 | ½ | ½ | 0 | *  | ½  | ½  | 5     | +6                 | 0   | 1         | 27,25 | 2481 | 35  |
| 11 | Tan Zhongyi (CHN)         | 2495 | 0 | 0 | ½ | ½ | ½ | ½ | ½ | 0 | ½ | ½  | *  | ½  | 4     | -12                | 0   | 0         | 21,25 | 2411 | 20  |
| 12 | Pia Cramling (SWE)        | 2463 | ½ | ½ | 0 | ½ | ½ | 0 | 0 | 0 | ½ | ½  | ½  | *  | 3½    | -12                | 0   | 0         | 20,00 | 2383 | 10  |

### Khanty-Mansiysk 2016
|    | Joueur                          | Note | 1 | 2 | 3 | 4 | 5 | 6 | 7 | 8 | 9 | 10 | 11 | 12 | Total | Changement de note | H2H | Victoires | SB | TPR | GP  |
| -- | ------------------------------- | ---- | - | - | - | - | - | - | - | - | - | -- | -- | -- | ----- | ------------------ | --- | --------- | -- | --- | --- |
| 1  | Ju Wenjun (CHN)                 | 2580 | * | 1 | 1 | 1 | ½ | ½ | 0 | ½ | ½ | ½  | 1  | +  | 7½    | +2                 | 0   | 4         |    |     | 160 |
| 2  | Nino Batsiashvili (GEO)         | 2489 | 0 | * | 0 | ½ | 1 | ½ | 1 | 1 | 1 | ½  | 0  | 1  | 6½    | +10                | 0   | 5         |    |     | 130 |
| 3  | Valentina Gunina (RUS)          | 2525 | 0 | 1 | * | 0 | ½ | 1 | 1 | 0 | 0 | ½  | 1  | 1  | 6     | -2                 | 2½  | 5         |    |     | 82  |
| 4  | Sarasadat Khademalsharieh (IRN) | 2435 | 0 | ½ | 1 | * | ½ | ½ | ½ | ½ | ½ | 1  | ½  | ½  | 6     | +14                | 2½  | 2         |    |     | 82  |
| 5  | Harika Dronavalli (IND)         | 2543 | ½ | 0 | ½ | ½ | * | ½ | ½ | 1 | ½ | ½  | ½  | 1  | 6     | -4                 | 2   | 2         |    |     | 82  |
| 6  | Olga Girya (RUS)                | 2450 | ½ | ½ | 0 | ½ | ½ | * | ½ | ½ | 0 | 1  | 1  | 1  | 6     | +11                | 1½  | 3         |    |     | 82  |
| 7  | Alexandra Kosteniuk (RUS)       | 2555 | 1 | 0 | 0 | ½ | ½ | ½ | * | ½ | ½ | 1  | 1  | ½  | 6     | -6                 | 1½  | 3         |    |     | 82  |
| 8  | Natalia Zhukova (UKR)           | 2448 | ½ | 0 | 1 | ½ | 0 | ½ | ½ | * | ½ | ½  | ½  | 1  | 5½    | +7                 | 0   | 2         |    |     | 50  |
| 9  | Bela Khotenashvili (GEO)        | 2426 | ½ | 0 | 1 | ½ | ½ | 1 | 0 | ½ | * | 0  | ½  | ½  | 5     | +5                 | 0   | 2         |    |     | 40  |
| 10 | Natalia Pogonina (RUS)          | 2492 | ½ | ½ | ½ | 0 | ½ | 0 | 0 | ½ | ½ | *  | ½  | ½  | 4½    | -10                | ½   | 0         |    |     | 25  |
| 11 | Lela Javakhishvili (GEO)        | 2461 | 0 | 1 | 0 | ½ | ½ | 0 | ½ | ½ | ½ | ½  | *  | ½  | 4½    | -6                 | ½   | 1         |    |     | 25  |
| 12 | Almira Skripchenko (FRA)        | 2455 | - | 0 | 0 | ½ | 0 | 0 | ½ | 0 | ½ | ½  | ½  | *  | 2½    | -21                | 0   | 0         |    |     | 10  |

## Classement cumulés des 5 Grand Prix
Lors du troisième tournoi, il a été mentionné que Hou Yifan, classé numéro un, s'était retiré du Grand Prix. Koneru Humpy était en tête du classement après quatre tournois. Après avoir gagné au dixième tour du dernier tournoi, Ju Wenjun a remporté le Grand Prix général.
| Rang | Joueur                          | Sep.2015 Classement | Monte Carlo | Téhéran | Batoumi | Chengdu | Khanty- Mansiysk | Total |
| ---- | ------------------------------- | ------------------- | ----------- | ------- | ------- | ------- | ---------------- | ----- |
| 1    | Ju Wenjun (CHN)                 | 2542                |             | 160     |         | 93⅓     | 160              | 413⅓  |
| 2    | Koneru Humpy (IND)              | 2578                | 120         | 70      |         | 145     |                  | 335   |
| 3    | Valentina Gunina (RUS)          | 2529                |             | 45      | 160     |         | 82               | 287   |
| 4    | Alexandra Kosteniuk (RUS)       | 2530                | 65          |         | 130     |         | 82               | 277   |
| 5    | Harika Dronavalli (IND)         | 2508                |             | 45      |         | 145     | 82               | 272   |
| 6    | Zhao Xue (CHN)                  | 2524                |             | 120     | 70      | 60      |                  | 250   |
| 7    | Nino Batsiashvili (GEO)         | 2500                |             | 15      | 100     |         | 130              | 245   |
| 8    | Anna Muzychuk (UKR)             | 2549                | 30          |         | 100     | 93⅓     |                  | 223⅓  |
| 9    | Mariya Muzychuk (UKR)           | 2528                | 120         |         | 40      | 60      |                  | 220   |
| 10   | Sarasadat Khademalsharieh (IRN) | 2397                | 10          | 120     |         |         | 82               | 212   |
| 11   | Nana Dzagnidze (GEO)            | 2573                | 50          | 85      | 70      |         |                  | 205   |
| 12   | Natalia Pogonina (RUS)          | 2445                | 85          | 85      |         |         | 25               | 195   |
| 13   | Antoaneta Stefanova (BUL)       | 2500                | 65          | 15      |         | 93⅓     |                  | 173⅓  |
| 14   | Hou Yifan (CHN)                 | 2671                | 160         |         |         |         |                  | 160   |
| 15   | Olga Girya (RUS)                | 2483                |             |         | 40      | 35      | 82               | 157   |
| 16   | Natalia Zhukova (UKR)           | 2482                | 30          | 60      |         |         | 50               | 140   |
| 17   | Pia Cramling (SWE)              | 2513                | 85          | 30      |         | 10      |                  | 125   |
| 18   | Almira Skripchenko (FRA)        | 2441                | 30          |         | 70      |         | 10               | 110   |
| 19   | Bela Khotenashvili (GEO)        | 2502                |             |         | 10      | 60      | 40               | 110   |
| 20   | Lela Javakhishvili (GEO)        | 2463                |             |         | 40      | 35      | 25               | 100   |
| 21   | Elina Danielian (ARM)           | 2474                |             |         | 20      |         |                  | 20    |
| 21   | Tan Zhongyi (CHN)               | 2492                |             |         |         | 20      |                  | 20    |